# Ребёнок (телесериал)
Ребёнок (тур. Çocuk) — турецкий драматический телесериал производства 1441 Productions, первый эпизод которого вышел в эфир 9 сентября 2019 года. Режиссёром сериала выступил Серкан Биринджи, сценаристами — Назлы Сунлу Качан и Хиляль Йылдыз. Сериал завершился 18-м эпизодом, вышедшим в эфир 28 января 2020 года.

## Сюжет
Акча Йылмаз, оказавшись в безвыходной ситуации, решается отдать своего новорожденного сына на воспитание богатой и могущественной семье Карасу. Приёмная мать ребёнка, Шуле, долгие годы страдала от бесплодия. Она воспитывает Эфе как родного сына, но ровно до тех пор, пока у неё не рождается собственный сын. После рождения собственного ребёнка, Шуле больше не испытывает к Эфе материнских чувств. Мальчик становится для неё обузой и даже опасностью, ведь он может претендовать на наследство семьи. Шуле предпринимает попытки избавиться от Эфе, но в этот момент на пороге их дома появляется его биологическая мама. Усложняет ситуацию и Асие, глава семейства Карасу и свекровь Шуле, которая на протяжении многих лет хранит тёмные тайны своей семьи.

## Актёры и персонажи

### Главные персонажи
| Актёр                | Персонаж          | Эпизоды |
| -------------------- | ----------------- | ------- |
| Назан Кесал          | Асие Карасу       | 1-18    |
| Исмаиль Хаджиоглу    | Хасан Четин       | 1-18    |
| Серхат Теоман        | Али Кемаль Карасу | 1-18    |
| Мерве Чагыран        | Акча Йылмаз       | 1-18    |
| Джейда Атеш Топлусой | Шуле Карасу       | 1-18    |
| Кенан Аджар          | Мурат Карасу      | 1-18    |
| Мехмет Эмин Гюней    | Эфе Карасу        | 1-18    |
| Тургай Кантюрк       | Рыза Карасу       | 16-18   |

### Второстепенные персонажи
| Актёр         | Персонаж     | Эпизоды |
| ------------- | ------------ | ------- |
| Нимет Ийигюн  | Эмине Йылмаз | 1-18    |
| Джансы Чекили | Зейнеп Акар  | 8-18    |
| Окдай Корунан | Осман Шахин  | 1-14    |
| Сельда Актуна | Мелек Шахин  | 1-14    |
| Айлин Арас    | Айше Шахин   | 1-14    |

## Трансляция
| Сезон | День и время трансляции           | Начало сезона   | Финал          | Количество эпизодов | Диапозон эпизодов в сезоне | Год выхода | Телеканал |
| ----- | --------------------------------- | --------------- | -------------- | ------------------- | -------------------------- | ---------- | --------- |
| 1     | Понедельник 20.00 / Вторник 20.00 | 9 сентября 2019 | 28 января 2020 | 18                  | 1-18                       | 2019-2020  | Star TV   |